# 日內瓦 (印第安納州)
日內瓦（英語：Geneva）是一個位於美國印地安納州亞當斯縣的城鎮。

## 地理
日內瓦的座標為40°35′33″N 84°57′36″W / 40.59250°N 84.96000°W，而該地的平均海拔高度為259米（即850英尺）。

## 人口
根據2010年美國人口普查的數據，日內瓦的面積為3.18平方千米，當中陸地面積為2.81平方千米，而水域面積為0.37平方千米。當地共有人口1293人，而人口密度為每平方千米407人。